# Paulinyi Oszkár
Paulinyi Oszkár (Garamszeg, 1899. december 28. – Budapest, 1982. május 1.) történész, levéltáros.

## Élete
Paulinyi Dániel és Stollmann Malvin Éva gyermekeként született. Középiskolai tanulmányait a Selmecbányai Ágostai Hitvallású Evangélikus Főgimnáziumban kezdte, majd 1913-tól a Besztercebányai Ágostai Hitvallású Evangélikus Főgimnáziumban folytatta, ahol 1916-ban érettségi vizsgát tett. Egyetemi tanulmányait az Eötvös József Collegium tagjaként a Magyar Királyi Pázmány Péter Tudományegyetemen végezte történelem–latin szakon. 1922-ben magyar művelődéstörténetből doktorált. 1922–1923-ban két féléven át a bécsi és a berlini egyetemen tanult. Németországban kutatásokat folytatott az augsburgi Fugger-levéltárban. 1923-ban a Magyar Országos Levéltár allevéltárnoka lett. 1930–1946 között a bécsi levéltárakhoz kirendelt magyar küldött volt. 1947–1949-ben a Szovjet Tudományos Akadémia megbízásából szervezett bécsi kutatásokban vett részt. 1949–1955 között a Magyar Országos Levéltár előadója, osztályvezetője, majd kamarai levéltárának referense volt. 1955–1959-ben vezette az MTA általa megszervezett csehszlovákiai társadalomtudományi kutatócsoportot. 1957-től az MTA Történettudományi Intézetének munkatársa, 1960-tól nyugalomba vonulásáig (1970) főmunkatársa volt. 
1957-től a történelemtudomány kandidátusa, majd 1983-ban posztumusz doktora. Főként késő középkori magyar gazdaságtörténettel és a magyar pénzverés és bányászat történetével foglalkozott. Elsőként dolgozta fel a magyar arany- és ezüsttermelés történetét.
A Farkasréti temetőben nyugszik, sírja 2004-től védett.

## Családja
Első házastársa Chovan Márta volt, Chován Ödön és Furgyik Ilona lánya, akit 1924. január 21-én Rákospalotán vett nőül. Később elváltak. 1941. február 20-án Szegeden feleségül vette dr. Szücs Mária Ilona (1909–?) egyetemi tanársegédet.
Gyermekei dr. Paulinyi Zoltán (1924–?) és dr. Paulinyi Ákos (1929–) történész.

## Művei
- A sóregále kialakulása Magyarországon. Századok. (1924)
- Iratok Kassa sz. kir. város 1603-1604-ben megkísérelt rekatolizálásának történetéhez. Magyar Protestáns Egyháztörténeti Emlékek XIV. Budapest, 1930
- Magyarország aranytermelése a XV. század végén és a XVI. század derekán. Gr. Klebelsberg Kunó Magyar Történetkutató Intézet Évkönyve, 1936
- Ipar, kereskedelem. Magyar Művelődéstörténet II. Budapest, 1939
- A Helytartótanács levéltára (1954)
- Bécsi levéltárakból kiszolgáltatott iratok (1956)
- A garam-vidéki bányavárosok lakósságának lélekszáma a 16. század derekán (1958)
- Tulajdon és társadalom a garam-vidéki bányavárosokban (1962)
- A magyar kamara városi bizottsága 1733-1772. (1963)
- A vállalkozás kezdeti formái a feudáliskori nemesércbányászatban. Budapest, 1966
- A bányavállalkozók személyi köre a selmeci bányagazdaságban a XVI. század derekán. Budapest, 1967
- A körmöcbányi kamara 1434-1435 évi számadása (1972)
- Nemesérctermelésünk és országos gazdaságunk általános alakulása a bontakozó és a kifejlett feudalizmus korszakában. Századok, 1977
- Stav a rozšírenie remeselného železiarstva v Karpatskej kotline v období 1500-1650. (2002)
- Gazdag föld - szegény ország. Tanulmányok a magyarországi bányaművelés múltjából. (2005)